# -4℃
-4℃ (マイナスよんどシー) は、松竹芸能に所属していたお笑いコンビ。1990年代中期に活躍した。

## 来歴
- 1992年7月にデビュー。本人たち曰く「どうしてかわからないけど、とにかく何かやりたくなる年代にやりたかったのがお笑い」だった同士で組んだということで[1]、コンビ名は「おしゃれなイメージの名前をつけたかった」でこの名前を選んだという[1]。1993年と1996年の2回、NHK上方漫才コンテスト本選出場。主に関西でライブやテレビ番組などに出演したが、全国区では『タモリのSuperボキャブラ天国』（フジテレビ系）の『ボキャブラヒットパレード』のコーナーに出演した。そのときに使っていたキャッチフレーズは『氷の失笑』。
- オセロ、ますだおかだらと同期。
- 1995年11月17日、上嶋がますだおかだの岡田圭右と結婚して10ヶ月後に妊娠し、芸能界から引退するのを機にコンビを解散した。上嶋は2017年に岡田祐佳としてタレント活動を再開し、岡田圭右との離婚を発表した。松本は解散後、単独で活動を開始して関西地方でラジオ番組のパーソナリティを中心に活動している。

## メンバー
松本美香（まつもと みか、1970年7月13日（54歳） - ）
兵庫県神戸市灘区出身。ボケ。
上嶋祐佳（うえしま ゆか、1972年7月19日（52歳） - ）
奈良県宇陀市出身。ツッコミ。

## 出演

### テレビ
いずれも過去の番組
- 森脇健児の切磋たく丸!!（ABC）
- リビドーの乱（ABC）
- 痛快!エブリデイ（関西テレビ）
- 爆笑BOOING（関西テレビ、記念すべき第1回目に登場）3週勝ち抜き。
- 上方漫才コンテスト（NHK）
- お笑いダンクシュート（NHK）
- タモリのSuperボキャブラ天国（フジテレビ）- キャッチコピーは「氷の失笑」

### ラジオ
松本がパーソナリティを務めている番組については松本美香#ラジオを参照。